# Acacia aristulata
Acacia aristulata é uma espécie de leguminosa do gênero Acacia, pertencente à família Fabaceae.